# عباس ناظری نیک
عباس ناظری نیک (۱۲۹۵–۱۳۸۱) بازیگر سینما و تلویزیون اهل ایران بود

## زندگی‌نامه
ناظری در آبان ماه سال ۱۲۹۵ در تهران زاده شد و از نوجوانی به کارهای هنری و فنی علاقمند بود و تحصیلات خود را تا سطح متوسطه ادامه داد. پس از پایان خدمت سربازی، به عنوان کارشناس فنی در اداره راه‌آهن استخدام شد و با واگن‌های سینما سیار و کتابخانه به نمایش فیلم‌های مستند آموزشی و بهداشتی پرداخت. در تبریز زندگی می‌کرد و فعالیت هنری خود را از تئاتر خورشید در آنجا آغاز نمود و پس از بازگشت به تهران در یک دوره کلاس‌های سمعی بصری در سازمان هنرهای زیبای کشور شرکت کرد و مدتی به عنوان بازیگر وارد عرصه سینما شد. او در ۴ بهمن ۱۳۸۱ در سن ۸۶ سالگی درگذشت.

## فیلم‌شناسی

### تلویزیونی
- بوعلی سینا (۱۳۶۴)
- پیک سحر
- طالب (۱۳۶۳)
- سربداران (۱۳۶۳)

### سینمایی
1. دلباخته (۱۳۷۸)
2. مأموریت آقای شادی (۱۳۷۱)
3. مردی در آینه (۱۳۷۱)
4. شتاب‌زده (۱۳۷۰)
5. خواستگاری (۱۳۶۸)
6. رانده شده (۱۳۶۸)
7. پنجره (۱۳۶۷)
8. دلار (۱۳۶۷)
9. دوران سربی (۱۳۶۷)
10. کشتی آنجلیکا (۱۳۶۷)
11. شبح کژدم (۱۳۶۵)
12. ملاقات (۱۳۶۵)
13. یوزپلنگ (۱۳۶۴)
14. دونده (۱۳۶۱)
15. تکیه بر باد (۱۳۵۷)
16. بوی گندم (۱۳۵۶)
17. فری دست قشنگ (۱۳۵۶)
18. ماهی‌ها در خاک می‌میرند (۱۳۵۶)
19. هزار بار مردن (۱۳۵۶)
20. جدال (۱۳۵۵)
21. کلک نزن خوشگله (۱۳۵۵)
22. اضطراب (۱۳۵۴)
23. ذبیح (۱۳۵۴)
24. فاصله (۱۳۵۴)
25. کمین (۱۳۵۴)
26. کندو (۱۳۵۴)
27. مرد شرقی و زن فرنگی (۱۳۵۴)
28. ممل آمریکایی (۱۳۵۳)
29. سازش (۱۳۵۳)
30. تنگسیر (۱۳۵۲)
31. جعفر جنی و محبوبه‌اش (۱۳۵۲)
32. گرگ بیزار (۱۳۵۲)
33. عاصی (۱۳۵۱)
34. مرد اجاره‌ای (۱۳۵۱)
35. میخک سفید (۱۳۵۱)
36. بدنام (۱۳۵۰)
37. دیوار شیشه‌ای (۱۳۵۰)
38. راز درخت سنجد (۱۳۵۰)
39. فرار از تله (۱۳۵۰)
40. رام کردن مرد وحشی (۱۳۴۹)
41. ببر مازندران (۱۳۴۷)
42. هنگامه (۱۳۴۷)
43. ماه عسل (۱۳۵۵)